# Secteur fortifié de la Savoie
Pour un article plus général, voir Ligne Maginot.

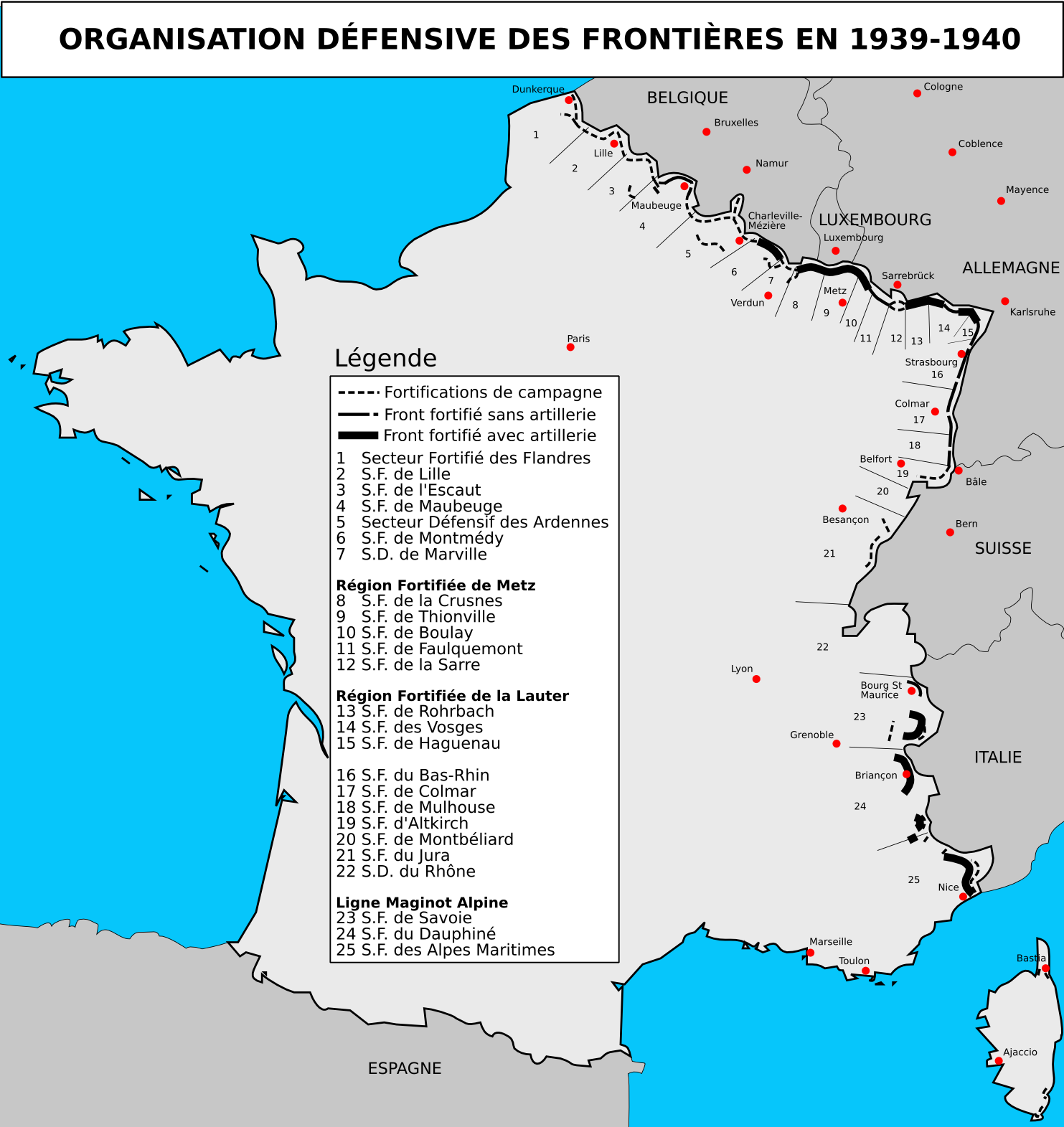
Carte de l'organisation en secteurs de la ligne Maginot.

Le secteur fortifié de Savoie, appelé aussi secteur fortifié de la Savoie (SFS), regroupait de la fin des années 1920 jusqu'à 1940 les fortifications françaises se trouvant dans le département de la Savoie, ainsi que les unités qui leur étaient affectées, notamment une puissante artillerie de position. Ce secteur constituait une partie de la ligne Maginot, située entre le secteur défensif du Rhône au nord et le secteur fortifié du Dauphiné au sud.
Il formait une ligne discontinue d'environ 100 kilomètres le long de la frontière franco-italienne, de l'aiguille des Glaciers (dans le massif du Mont-Blanc, sur la commune de Bourg-Saint-Maurice) jusqu'au pic de la Moulinière (dans le massif des Cerces, sur la commune de Valloire). Les fortifications du secteur barrent les vallées et les cols permettant de franchir les Alpes, notamment les débouchés du col du Petit-Saint-Bernard (par la vallée de la Tarentaise) et du col du Mont-Cenis (par la vallée de la Maurienne).
Les ouvrages bétonnés du secteur (notamment ceux du Sapey, de Saint-Gobain et du Lavoir) furent construits dans les années 1930, servirent pendant les combats de juin 1940 contre l'Armée italienne, puis de nouveau pendant ceux de l'hiver 1944-1945. Les fortifications sont remises en état pendant les années 1950 dans le contexte de la guerre froide, pour être finalement abandonnées à partir de la fin des années 1960. Quelques ouvrages sont désormais ouverts aux touristes.

## Organisation et unités
Le secteur fortifié était organisé dès l'entre-deux-guerres (avec une montée en puissance durant les années 1930), pour contrer une possible attaque brusquée de la part de l'Italie : une partie des unités nécessaires est pré-positionnée à proximité des ouvrages bétonnés, leur occupation et la mise opérationnelle de l'armement ne se faisant qu'en cas d'alerte. L'organisation du secteur a varié : établie en temps de paix, elle change une première fois lors de la mobilisation d'août 1939, puis avec la mise en place du dispositif hivernal (l'enneigement en haute-altitude forçant à évacuer plusieurs ouvrages et points d'appui), le redéploiement au printemps 1940 et enfin l'évacuation de juillet 1940 (après l'armistice).

### Temps de paix
Le secteur fortifié, qui a le rang d'une brigade, est en temps de paix sous le commandement de la 14e région militaire (QG à Lyon). Le secteur est divisé en vallées (Tarentaise et Maurienne), subdivisées en sous-secteurs eux-mêmes divisés en quartiers.
En cas de mise en alerte, le SFS dispose depuis 1935 de la 30e demi-brigade alpine de forteresse (30e DBAF : une demi-brigade est l'équivalent d'un régiment), d'un groupe du 154e régiment d'artillerie de position (154e RAP, partagé avec le secteur fortifié du Dauphiné) et de détachements du génie issus des 4e (pour les électromécaniciens et les téléféristes) et 28e (pour les télégraphistes) régiments du génie. Ces éléments sont renforcés par la 53e brigade d'infanterie, composée d'une demi-brigade de chasseurs alpins (7e BCA à Albertville, Les Belleville et Les Chapieux, 13e BCA à Chambéry et Lanslebourg et 27e BCA à Annecy, Abondance et Chamonix), du 99e RIA (à Lyon, Sathonay, au fort du Télégraphe, Lanslebourg et Sollières) et du 2e RAM (deux groupes à Grenoble et un troisième à Chambéry).
La 30e DBAF (surnommée officiellement la « demi-brigade de Savoie »), composée en 1935 à partir des IVe et Ve bataillons du 99e RIA, était subdivisée en deux bataillons alpins de forteresse (BAF) affectés chacun à une partie du secteur :
- le 70e bataillon alpin de forteresse (70e BAF) tient garnison à Bourg-Saint-Maurice, avec sa 1re et 3e compagnies dans la caserne A, sa 2e compagnie dans la batterie de Vulmix (avec une section à Séloges), et sa SES à la Redoute-Ruinée[5] ;
- le 71e bataillon alpin de forteresse (71e BAF) est affecté à Modane (caserne Loutraz), avec une compagnie à Lesseillon, une autre à Replat et sa SES à Lanslebourg[6].

Le 154e régiment d'artillerie de position avait son état-major et son IIe groupe en garnison à Grenoble, ainsi que son IIIe groupe à Briançon (dans le secteur fortifié du Dauphiné). Seul son Ier groupe est à Modane, détachant une batterie en Tarentaise et une autre dans le fort l'Écluse (dans le secteur défensif du Rhône).

### Après la mobilisation
En août 1939, les unités de forteresse passent sur le pied de guerre par triplement des effectifs par l'arrivée des réservistes. La 30e DBAF est dissoute le 25 août 1939, chacun de ses deux bataillons servant à constituer une nouvelle demi-brigade et chacune des compagnies sert de noyau à la formation d'un nouveau bataillon : l'ancien 70e BAF sert à former les deux bataillons de la 16e DBAF (les 70e et 80e BAF), tandis que l'ex-71e BAF donne naissance aux trois bataillons de la nouvelle 30e DBAF (71e, 81e et 91e BAF). Le groupe du 154e RAP aide à former les quatre groupes du 164e RAP.
Le secteur passe sous commandement de l'armée des Alpes, au sein de son 14e corps d'armée (sauf du 15 au 27 septembre 1939, période pendant laquelle il est intégré au 16e corps). La grande unité de renforcement à la mobilisation est la 28e division d'infanterie alpine (28e DIA, d'active), remplacée en novembre 1939 par la 66e division d'infanterie (de réserve série B), les meilleures divisions de l'Armée des Alpes étant envoyées sur le front du Nord-Est.
En juin 1940, l'infanterie affectée dans les avant-postes et les ouvrages, ainsi que les troupes d'intervalle, sont fournis essentiellement par :
- la 16e DBAF pour la vallée de la Tarentaise :
  - le 70e BAF dans les sous-secteurs de la Tarentaise et du Palet-Vanoise ;
  - le 80e BAF dans le sous-secteur du Beaufortin ;
  - le 6e BCM dans le sous-secteur de la Tarentaise ;
- la 30e DBAF pour la vallée de la Maurienne :
  - le 71e BAF dans les sous-secteur de Haute-Maurienne et le quartier de l'Arc ;
  - le 81e BAF dans le quartier des cols Sud ;
  - le 91e BAF dans le sous-secteur de la Basse-Maurienne.

L'artillerie est composée désormais du 164e régiment d'artillerie de position, dont les IIIe et IVe groupes sont dans la Tarentaise tandis que les Ier et IIe groupes sont en Maurienne, renforcé par l'artillerie divisionnaire de la 66e DI. Quant aux sapeurs, ils sont regroupés depuis la fin août 1939 dans le 214e bataillon du génie de forteresse (commun à tout le secteur).
Les troupes de la 66e division d'infanterie renforçaient les intervalles entre les fortifications. Son infanterie était composée par les 215e, 281e et 343e RI, avec pour artillerie les 9e RAD (équipé avec des canons de 75 mm modèle 1897 et de 105 mm M modèle 1919 (en)) et 209e RALD (armé avec des canons de 155 mm C modèle 1917) ; le 14e corps d'armée rajoutant un groupe du 114e RALH (qui aligne des canons de 105 mm L modèle 1913).
Le PC du SFS était situé à Chambéry, puis déménage à Aiguebelle (le château de Randens) le 5 septembre 1939, Albertville (au pénitencier de Saint-Sigismond) le 23 avril 1940, Saint-Paul-sur-Isère le 5 juin et Tencin à partir du 1er juillet. Celui de la 66e division d'infanterie était à Saint-Jean-de-Maurienne. En 1940, le SFS est commandé par le colonel Michet de la Baume (depuis le 2 janvier 1940, ancien chef du 159e RIA), tandis que la 66e DI est confiée au général Jean Boucher.

## Composants
Par rapport à la ligne Maginot du Nord-Est, la ligne Maginot alpine s’organise différemment. En effet, le relief montagneux des Alpes facilite la défense. Il est plus difficile de faire avancer une armée en haute montagne que dans les grandes plaines du nord-est de la France. Les ouvrages de la ligne alpine sont donc implantés pour verrouiller les points de passage importants (cols et débouchés de vallées) et non en une ligne continue. On n'a pas, comme dans le Nord-Est, une ligne de feu continue, mais plutôt un barrage ponctuel solide soit en action frontale, soit en flanquement. On peut noter cependant que ces gros ouvrages sont moins fortement cuirassés (l’artillerie lourde est quasiment impossible à mettre en place en montagne) et certains sont même dépourvus de systèmes de filtration d'air contre les gaz de combat (une attaque aux gaz en altitude n’a quasiment aucun effet).
L'organisation ci-dessous, détaillant les différents sous-secteurs et quartiers, les unités chargées de les défendre ainsi que la liste des ouvrages, correspond à la situation au 10 juin 1940 (l'organisation du temps de paix n'est pas la même, ni celle mise en place lors de la mobilisation d'août 1939, ni encore celle du dispositif de l'hiver 1939-1940).

### Vallée de la Tarentaise
La vallée de la Tarentaise est le débouché du col du Petit-Saint-Bernard (à 2 188 mètres d'altitude), d'où descendait la N 90 (l'actuelle D 1090), pour ensuite traverser Bourg-Saint-Maurice et longer l'Isère jusqu'à Grenoble. Par manque de moyens financiers, la priorité a été donnée à la Maurienne : en conséquence la défense de la Tarentaise est principalement confiée aux fortifications datant du système Séré de Rivières, complétés par deux petits ouvrages d'infanterie. En compensation, l'artillerie est nombreuse :
- IIIe groupe du 164e RAP :
  - 7e batterie dans la batterie de Vulmix (quatre canons de 75 mm 1897 et deux canons de 95 mm 1888), à l'Arbonne (quatre canons de 155 mm C 1915 Saint-Chamond) et au Roc Noir (deux canons de 65 mm M 1906) ;
  - 8e batterie dans le fort du Truc (quatre canons de 105 mm 1913), au Combottier (deux canons de 65 mm M 1906), au camp de Filluel et Villaroger (quatre canons de 65 mm M 1906) et au Planey (deux mortiers de 150 mm T) ;
  - 9e batterie à la Pierre Blanche (quatre canons de 105 mm 1913), La berge (quatre canons de 155 mm C 1915 Saint-Chamond), La Rosière - Mont Valezan (deux canons de 120 mm L 1878) et à Villaret (deux canons de 120 mm L 1878) ;
- IVe groupe du 164e RAP :
  - 10e batterie dans le massif de la Vanoise, au Chapelot (quatre canons de 155 mm L 1877), à Courbaton (deux canons de 155 mm L 1877), au col du Palet (deux canons de 65 mm M 1906) et à Plan-de-la-Plagne (deux canons de 65 mm M 1906) ;
  - 11e batterie autour d'Albertville, à Villette (deux canons de 120 mm 1878), Cormet de Roselend (quatre canons de 95 mm 1888), Pralogna-la-Vanoise (deux canons de 95 mm 1888), au fort du Mont (quatre canons de 95 mm 1888) et au fort de Lestal (deux canons de 95 mm 1888) ;
- détachements du 9e RAD (canons de 75 mm 1897 et de 105 mm M 1919 (en))[10].

#### Sous-secteur du Beaufortain
Le col de la Seigne, à 2 516 mètres d'altitude est le seul point de passage frontalier entre le col du Petit-Saint-Bernard et le massif du Mont-Blanc, mais seul un sentier le franchi, menant à Bourg-Saint-Maurice par la vallée des Glaciers puis la vallée des Chapieux. La défense du Beaufortain est confiée au 80e BAF, renforcé par le IIIe bataillon du 215e RI et par la SES du 7e BCA (le bataillon est partie dans le Nord-Est en octobre, laissant ses skieurs).
- avant-poste de Séloges (45° 43′ 28,67″ N, 6° 46′ 00,65″ E) ;
- point d'appui de Bellegarde (45° 44′ 00,62″ N, 6° 45′ 47,33″ E).

#### Sous-secteur de la Tarentaise
Le débouché du col du Petit-Saint-Bernard est interdit par la position de barrage de Bourg-Saint-Maurice, confié à la 3e compagnie et la CEO du 70e BAF, renforcé du Ier bataillon du 215e RI et du 6e BCM.
- avant-poste de la Redoute-Ruinée (construit en 1891-1894, 45° 39′ 25,05″ N, 6° 52′ 29,13″ E) ;
- barrage de route de Versoyen (45° 37′ 37,27″ N, 6° 47′ 10,27″ E) ;
- petit ouvrage du Châtelard (45° 37′ 32,96″ N, 6° 46′ 57,73″ E) ;
- petit ouvrage de la Cave-à-Canon (45° 36′ 58,84″ N, 6° 47′ 11,3″ E) ;
- fort du Truc (construit en 1891-1894, 45° 37′ 52,1″ N, 6° 45′ 23,21″ E) ;
- blockhaus de la Platte (construit en 1892-1894, 45° 38′ 16,6″ N, 6° 44′ 35,84″ E) ;
- batterie de Vulmix (construite en 1890-1891, 45° 36′ 45,95″ N, 6° 45′ 14,66″ E) ;
- batterie de Courbaton (construite en 1913, 45° 36′ 17,33″ N, 6° 48′ 00,19″ E).

Plus en amont de la vallée, des cols aux environs de 3 000 mètres permettent d'atteindre Bourg-Saint-Maurice par les vallons de la Sassière et de Mercuel. Des groupes de blockhaus enterrés y sont aménagés à partir de l'été 1939 par la MOM, qui seront encore inachevés en juin 1940 :
- avant-poste de la Tête-du-Plane (45° 37′ 08,67″ N, 6° 56′ 10,97″ E) ;
- avant-poste des Savonnes (45° 36′ 01,79″ N, 6° 56′ 42,69″ E) ;
- avant-poste de Villaroger (le haricot, 45° 35′ 27,03″ N, 6° 52′ 17,61″ E) ;
- avant-poste du Planay (45° 35′ 07,96″ N, 6° 52′ 11,83″ E).

#### Sous-secteur du Palet - Vanoise
Le sous-secteur est subdivisé en deux quartiers, celui du Palet (Nancroix, col du Palet, Saint-Germain et le Creux-des-Morts) et celui de la Vanoise. Dans le massif de la Vanoise, les cols de la Vanoise et de la Leisse permettent de relier la Tarentaise à la Maurienne. Le contrôle du débouché de ces cols par le vallon du Doron de Termignon est confié aux 1re (Palet) et 2e (Vanoise) compagnies du 70e BAF.
- avant-poste de la Vanoise (45° 22′ 47,32″ N, 6° 49′ 39,8″ E).

### Vallée de la Maurienne
La vallée de la Maurienne est le débouché du col du Mont-Cenis, d'où descendait la N 6 (l'actuelle D 1006). Le commandement de la vallée dispose d'une puissante artillerie, y compris une pièce d'artillerie lourde sur voie ferrée pour tirer sur le Val de Suse :
- Ier groupe[n 3] du 164e RAP pour le sous-secteur de la Moyenne-Maurienne :
  - 2e batterie à Charmaix (quatre canons de 105 mm L 1913 et quatre canons de 155 mm C 1915 Saint-Chamond) ;
  - 3e batterie au Paquier (trois canons de 155 mm L 1877), à Rieu-Roux (trois canons de 155 mm L 1877), à Saint-André-le-Col (deux canons de 145⁄155 mm 1916) et à Saint-Étienne (deux canons de 145⁄155 mm 1916) ;
- IIe groupe du 164e RAP pour le sous-secteur de la Basse-Maurienne :
  - 4e batterie au fort du Replaton (dix canons de 75 mm 1897 et quatre mortier de 150 mm T), à la cascade Saint-Benoît (deux canons de 155 mm L 1877) et au fort de la Turra (deux canons de 75 mm 1897) ;
  - 5e batterie dans la batterie du Sapey (quatre canons de 155 mm L 1877, trois mortiers de 150 mm T et deux canons de 95 mm 1888) et à Fontagneux (quatre canons de 155 mm L 1877) ;
  - 6e batterie au fort du Télégraphe (six canons de 155 mm L 1877 et quatre canons de 95 mm 1888), au Désert de Valmeinier (deux canons de 75 mm 1897) et à Choseaux-Verney (quatre canons de 105 mm L 1913) ;
- groupe de batteries d'ouvrages :
  - 51e batterie dans les ouvrages de Saint-Gobain et du Sapey ;
  - 52e batterie dans l'ouvrage de Saint-Antoine ;
  - 53e batterie dans l'ouvrage du Lavoir ;
  - 54e batterie dans l'ouvrage du Pas-du-Roc ;
- Ve et VIe groupes du 209e RALD :
  - 13e, 14e, 15e et 16e batteries à Saint-André (chacune avec quatre canons de 105 mm L 1913) ;
  - 17e et 18e batteries à L'Arsenal (chacune avec quatre canons de 105 mm L 1913) ;
- Ier et IIIe groupes du 114e RALH :
  - 1re batterie à Saint-Étienne, 2e batterie à La Praz et 3e batterie à la gare de Modane (chacune avec quatre canons de 105 mm L 1913) ;
  - 9e batterie à Charmaix, 7e et 8e batteries à Villarey (chacune à quatre canons de 155 mm L 1877)[14] ;
- 2e section de la 7e batterie du 372e RALVF, en gare de triage de Fourneaux (un canon de 340 mm 1912 sur voie ferrée (en))[n 4].

#### Sous-secteur de la Haute-Maurienne
Le col du Mont-Cenis, à 2 081 mètres d'altitude, se situe dans une combe dont les limites sont fortifiées autant du côté français que du côté italien. Le lac du Mont-Cenis était plus petit avant la construction du barrage hydraulique dans les années 1960. La défense est confiée à un détachement du 71e BAF (à la Turra) et le Ier bataillon du 281e RI.
- blockhaus des Arcellins (deux blockhaus inachevés et un abri, 45° 16′ 09,77″ N, 6° 53′ 58,28″ E) ;
- avant-poste des Revêts (45° 16′ 14,39″ N, 6° 53′ 36,58″ E) ;
- fort de la Turra (construit en 1897-1910, 45° 15′ 57,5″ N, 6° 53′ 15,44″ E) ;
- blockhaus du Mont-Froid (construit en 1897-1905, 45° 14′ 22,07″ N, 6° 50′ 55,21″ E).

#### Sous-secteur de la Moyenne-Maurienne
La route N 6 qui descendait du col du Mont-Cenis suivait l'Arc et continuait jusqu'à Chambéry : le principal barrage fortifié a été construit à hauteur de la ville de Modane. Le sous-secteur dispose du IIe bataillon du 281e RI, ainsi que d'éléments du 343e RI.
- un groupe du 114e RALH[11] (canons de 105 mm L modèle 1913).

Quartier d'Amodon
La défense de ce quartier sur le versant de la rive droite de l'Arc est confié au Ier bataillon du 281e RI.
- abri alpin de L'Orgère (commencé en 1939, 45° 13′ 45,3″ N, 6° 40′ 32,08″ E) ;
- abri d'Amodon (45° 12′ 45,25″ N, 6° 40′ 35,56″ E) ;
- point d'appui d'Amodon (45° 12′ 46,41″ N, 6° 40′ 36,63″ E).

Quartier de l'Arc
La défense du fond de vallée à hauteur de Modane était assuré par le 71e BAF. Les forts de la barrière de l'Esseillon, construits en amont de Modane entre 1819 et 1834, servent d'avant-postes confiés à une compagnie du IIe bataillon du 281e RI.
- gros ouvrage de Saint-Gobain (45° 12′ 29,47″ N, 6° 40′ 54,92″ E) ;
- petit ouvrage de Saint-Antoine (45° 11′ 55,32″ N, 6° 40′ 47,6″ E) ;
- casemate annexe de Saint-Antoine (45° 12′ 06,9″ N, 6° 40′ 58,47″ E) ;
- blockhaus de la sortie du tunnel (45° 11′ 39,05″ N, 6° 40′ 06,2″ E) ;
- blockhaus de Rieux-Roux (45° 11′ 45,3″ N, 6° 40′ 11,13″ E) ;
- gros ouvrage du Sapey (45° 12′ 11,45″ N, 6° 38′ 50,56″ E) ;
- fort du Replaton (construit en 1885-1894, 45° 11′ 49,55″ N, 6° 39′ 29,33″ E ;
- abri alpin de Plan-Marin (45° 11′ 03,73″ N, 6° 41′ 21,86″ E).

Quartier des cols Sud
Au sud de la Maurienne, les cols du Fréjus, de la Roue et de la Vallée-Étroite ne sont franchissables que sur des sentiers, mais permettent de contourner les défenses de la haute-vallée ; ce risque est complété par l'existence du tunnel ferroviaire du Fréjus (le tunnel routier n'existe pas encore). La défense est confiée au 81e BAF.
- avant-poste du Fréjus (45° 07′ 50,09″ N, 6° 39′ 57,93″ E ;
- avant-poste de La Roue (45° 07′ 30,18″ N, 6° 38′ 36,26″ E ;
- avant-poste de la Vallée-Étroite (45° 07′ 50,99″ N, 6° 36′ 26,4″ E ;
- ouvrage du Pas-du-Roc (45° 08′ 32,41″ N, 6° 39′ 11,87″ E) ;
- petit ouvrage d'Arrondaz (45° 08′ 43,74″ N, 6° 39′ 34,7″ E) ;
- gros ouvrage du Lavoir (45° 09′ 07,81″ N, 6° 38′ 08,12″ E).

Quartier de Bissorte
L'aile droite du quartier des cols du Sud est confiée à la 11e compagnie du IIe/343e RI, installée autour du barrage de Bissorte (inauguré en 1935) et à la SES du 81e BAF aux Chalets des Marches. Pas de fortifications permanentes.

#### Sous-secteur de la Basse-Maurienne
Le sous-secteur a pour mission de défendre la vallée de la Valloirette, qui permet de rejoindre le secteur fortifié du Dauphiné par le col du Galibier, mais aussi d'assurer le verrou arrière de la Maurienne, avec un barrage de fortifications légères construites par la MOM à hauteur de Saint-Michel-de-Maurienne. La défense des environs de Valloire est confiée au 91e BAF, renforcé par le Ier bataillon du 343e RI.
- petit ouvrage des Rochilles (45° 05′ 06,69″ N, 6° 29′ 11,45″ E) ;
- avant-poste de l'Aiguille-Noire (45° 05′ 14,93″ N, 6° 29′ 08,26″ E ;
- fort du Télégraphe (construit en 1886-1890, 45° 12′ 38,39″ N, 6° 26′ 45,45″ E).

## Histoire
Le royaume d'Italie déclare la guerre à la République française et au Royaume-Uni le 10 juin 1940. Étant donné l'enneigement tardif pour la saison, les Italiens retardent leur attaque ; l'offensive ne commence qu'à partir du 20 juin, malgré le mauvais temps (interdisant les bombardements aériens).
En Savoie, les attaques italiennes du Corpo d'Armato Alpino en Tarentaise (cols de la Seigne et du Petit-Saint-Bernard : opération Bernardo) et du 1° Corpo d'Armata en Maurienne (col du Mont-Cenis) sont bloquées par les avant-postes et l'artillerie des ouvrages jusqu'à l'armistice.
L'armistice du 24 juin 1940 entre l'Italie et la France est signé à Rome, avec application le 25 juin à 0 h 35. Les fortifications du Sud-Est se trouvent dans la zone d'occupation italienne en France et sont évacuées (avec une partie du matériel) avant le 5 juillet. Le SFS est dissous le 15 juillet 1940.